# Gunnar Berg (Komponist)
Gunnar Johnson Berg (* 11. Januar 1909 in St. Gallen; † 25. August 1989 in Bern, Schweiz) war ein dänischer Komponist.

## Leben
Berg wuchs als Sohn schwedisch-dänischer Eltern in der Schweiz auf. Er besuchte 1928 erstmals Kopenhagen und trat 1930 in die Handelsschule ein. 1932 und 1935 erlebte er die Salzburger Festspiele und nahm 1935 an einem Dirigentenkurs Herbert von Karajans teil. Erst ab 1936 begann er eine formelle Ausbildung am Königlich Dänischen Konservatorium, wo er bei Herman D. Koppel und Elisabeth Jürgens (Klavier), Knud Jeppesen und Poul Schierbeck studierte. Während der deutschen Okkupation war er im dänischen Widerstand aktiv, und nach der Befreiung wirkte er als Chorleiter in Flüchtlingslagern. Daneben gab er in Kopenhagen Konzerte mit eigenen Werken und wurde als Komponist bekannt.
1948 ging er nach Paris, um bei Arthur Honegger und Olivier Messiaen zu studieren. Mit seiner Suite pour violoncel seule entstand 1950 sein einziges Werk in Zwölftontechnik. 1952 folgten – als erste serielle Kompositionen eines dänischen Komponisten – seine Cosmogonie für zwei Klaviere und Filandre für Violine, Flöte und Klarinette. 1952 heiratete er die Pianistin Béatrice Duffour, für die er in den folgenden Jahren mehrere Klavierwerke komponierte und mit der er 1957 und 1958 im Auftrag des französischen Außenministeriums Tourneen durch Deutschland und Skandinavien unternahm. Als erster dänischer Komponist nahm er 1952 an den Darmstädter Ferienkursen teil. Dort traf er Karlheinz Stockhausen, dessen Werke ihn in seinen eigenen musikalischen Experimenten bestärkten.
Ab 1958 lebte Berg mit seiner Frau in Dänemark. Sie waren dort unter den ersten, die durch intensive Lehr- und Konzerttätigkeit die Verbreitung der avantgardistischen Musik förderten. 1965 gründeten sie in einer alten Schule in Lidved ein kulturelles Zentrum, wo in Konzerten zeitgenössische und klassische Musik aufgeführt wurde. Als sein Schüler wurde Jan Maegaard bekannt. Nachdem seine Frau 1976 gestorben war, kehrte er 1980 in die Schweiz zurück, wo er den zunehmenden Erfolg seiner Werke erlebte. Bereits 1965 war er mit dem Ritterkreuz des Dannebrogordens ausgezeichnet worden. Nun gab die Gruppe Neue Horizonte Bern ein Rundfunkkonzert als Hommage à Gunnar Berg. Zu seinem 80. Geburtstag führte das Sinfonieorchester Aarhus unter der Leitung von Tamás Vetö sein Klavierkonzert Frise mit dem Pianisten Erik Kaltoft auf.

## Werke
- Fantaisie für Klavier (1936)
- Toccata-Interludium-Fuga für Klavier (1938)
- 10 Japanische Holzschnitte für Stimme und Klavier (1938)
- Feldspath-suiten (1943)
- Klaversonaten (1947)
- Pastourelles for solo fløjte (1950)
- Suite pour violoncelle seule (1950)
- Cosmogonie für zwei Klaviere (1952)
- Essai acoustique für Klavier und Orchester (1954)
- El triptico gallego (1957)
- Gaffky’s 1-10 (1958)
- Pour piano et orchestre (1959)
- Pour Clarinette et Violon (1959)
- Spoon River (1959)
- Frise I-VII für Klavier und Orchester (1961)
- Uculang für Klavier und Orchester (1967)
- Random für Schlagzeug und Cello (1968)
- Tronque (1969)
- Aria for fløjte og orkester (1981)
- Det sølverne bryllup für Flöte, Harfe und Violine (1975)
- Aria für Flöte (1981)
- Graphos für Orchester und Stimme (1987)
- Éclatements für Klavier
- Mutationen für Orchester
- Passacaglia für Orchester
- Essai Accoustique für Klavier und Orchester